# Zwijndrecht (Belgien)
Zwijndrecht ist ein Ort in Belgien und Teil der Gemeinde Beveren-Kruibeke-Zwijndrecht in der Provinz Ostflandern. Bis Ende 2024 war Zwijndrecht eine selbstständige Gemeinde mit den Dörfern Zwijndrecht und Burcht und gehörte zur Provinz Antwerpen. Das Gemeindewappen entstammt dem Familienwappen eines italienischen Adligen, der Zwijndrecht 1667 in Besitz hatte.

## Lage und Wirtschaft
Zwijndrecht, und namentlich der Ortsteil Burcht, liegt am Westufer der Schelde gegenüber der Stadt Antwerpen und kann als einer deren Vororte bezeichnet werden. Zwijndrecht liegt (mit einer Ausfahrt) an der Autobahn- und an der Eisenbahnstrecke Gent – Antwerpen; das Dorf hat einen kleinen Bahnhof. Die Nachbarstadt ist auch per Straßenbahn (durch den Scheldetunnel) erreichbar.
Vor allem Burcht ist stark industrialisiert und ist ein Teil des Industriegebietes, das mit dem Hafen von Antwerpen verbunden ist. Es gibt unter anderem petrochemische Industrie, Beton- und Gummifabriken, Schiffsreparaturwerften usw.

## Geschichte
Im Jahr 1281 wurde hier von einem Lokalherrn Nicolaas van Kets das (1947 abgerissene) Schloss Craeyenhoff gebaut. Burcht war im Mittelalter eine selbständige Herrschaft, die damals dem Land van Waas (Ostflandern) angehörte. Ab 1850 wurde Burcht zum Industriegebiet für das nahe Antwerpen. Zwijndrecht gehörte nach der Provinzgrenzziehung von 1831 ursprünglich zur Provinz Ostflandern, wurde aber im Zuge der Entwicklung des Antwerpener Hafens 1923 an die Provinz Antwerpen angegliedert.
Die Gemeinde hatte im Ersten und im Zweiten Weltkrieg viel zu leiden.
Am 1. Januar 2025 fusionierte Zwijndrecht zusammen mit den damaligen Gemeinden Beveren und Kruibeke zur neuen Gemeinde Beveren-Kruibeke-Zwijndrecht. Dabei wechselte der Ort auch seine Provinzzugehörigkeit von Antwerpen nach Ostflandern.

## Sehenswürdigkeiten
- Die Gemeinde fördert die Skulptur, indem sie viele Werke moderner Bildhauer, verbreitet über die Dörfer in Parks, auf Plätzen und Straßenkreuzungen usw. aufstellen lässt. Einige davon sind recht bedeutend.
- Die Heilig-Kreuzkirche, zum Teil aus dem 16. Jahrhundert, ist das bedeutendste Baudenkmal in Zwijndrecht.
- In den nahen Scheldepoldern ist ein kleines Naturgebiet.

## Gemeindepartnerschaften
- Zwijndrecht (Niederlande)
- Idstein, zwischen Wiesbaden und Frankfurt am Main, (Deutschland)
- Bucinisu (Rumänien)

## Söhne und Töchter der Gemeinde
- Paul Anspach (1882–1981), Fechtsportler
- Alfred Ost (1884–1945), Maler, Zeichner, Illustrator, Lithograf und Plakatkünstler
- Leo Tindemans (1922–2014), Politiker und belgischer Premierminister
- Alex Boeye (* 1946), Radrennfahrer